# Castalius roxana
Castalius roxana är en fjärilsart som beskrevs av De Niceville 1896. Castalius roxana ingår i släktet Castalius och familjen juvelvingar. Inga underarter finns listade i Catalogue of Life.